# New Amsterdam (série télévisée, 2018)
Pour les articles homonymes, voir New Amsterdam.
New Amsterdam ou Hôpital New Amsterdam au Québec est une série médicale américaine en 89 épisodes de 43 minutes créée par David Schulner et basée sur le livre Twelve Patients: Life and Death at Bellevue Hospital d'Eric Manheimer, diffusée entre le 25 septembre 2018 et le 17 janvier 2023 sur le réseau NBC et en simultané sur le réseau Global au Canada.
En Suisse, elle est diffusée à partir du 18 août 2019 sur RTS Un, au Québec, depuis le 22 août 2019 sur Moi & Cie Télé, disponible depuis septembre 2020 sur ICI TOU.TV Extra, puis rediffusé en clair à partir du 16 mars 2021 sur le réseau TVA, en Belgique à partir du 8 septembre 2019 sur La Deux, et en France à partir du 27 novembre 2019 sur TF1. Les quatre premières saisons sont aussi disponibles depuis le 1er juillet 2021 sur la plateforme Netflix et aussi sur Prime Video.

## Synopsis
La série suit l'histoire du Dr Max Goodwin alors qu'il devient le directeur de l'un des plus vieux hôpitaux des États-Unis, le New Amsterdam (inspiré du Bellevue Hospital) à New York. Il vise à réformer les aménagements négligés en se débarrassant de la bureaucratie afin de donner des soins exceptionnels à ses patients. Mais ses batailles seront multiples, puisqu'il doit reconquérir sa femme, enceinte et dont il est séparé, et également lutter au quotidien contre le cancer qui le ronge…

## Distribution

### Acteurs principaux
- Ryan Eggold (VF : Patrick Mancini) : Dr Max Goodwin, directeur médical de l’hôpital[8]
- Freema Agyeman (VF : Audrey Sourdive) : Dr Helen Sharpe, cheffe du service oncologie (saisons 1 à 4, invitée saison 5)
- Janet Montgomery (VF : Caroline Mozzone) : Dr Lauren Bloom, cheffe du service des urgences
- Jocko Sims (VF : Jérôme Rebbot) : Dr Floyd Reynolds, chef du service cardiologie
- Tyler Labine (VF : Pierre Tessier) : Dr Iggy Frome, chef du service psychiatrie
- Anupam Kher (VF : Serge Faliu) : Dr Vijay Kapoor, chef de service du département neurologie (saisons 1 à 2, invité saison 3)
- Sandra Mae Frank : Dr Elizabeth Wilder, chirurgienne sourde et nouvelle cheffe de l'oncologie (saison 5, récurrente saison 4)

Photos des acteurs principaux
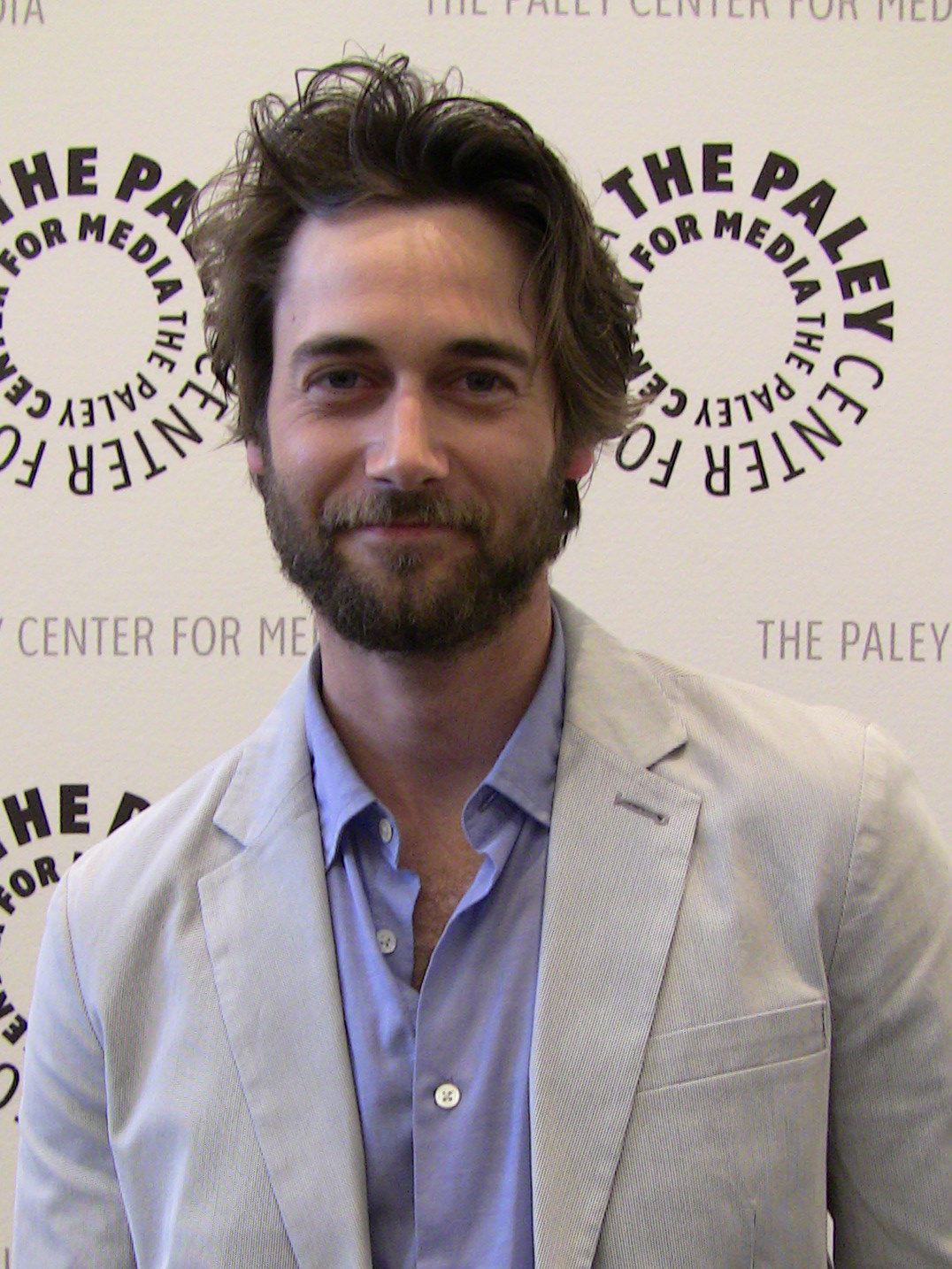
Ryan Eggold
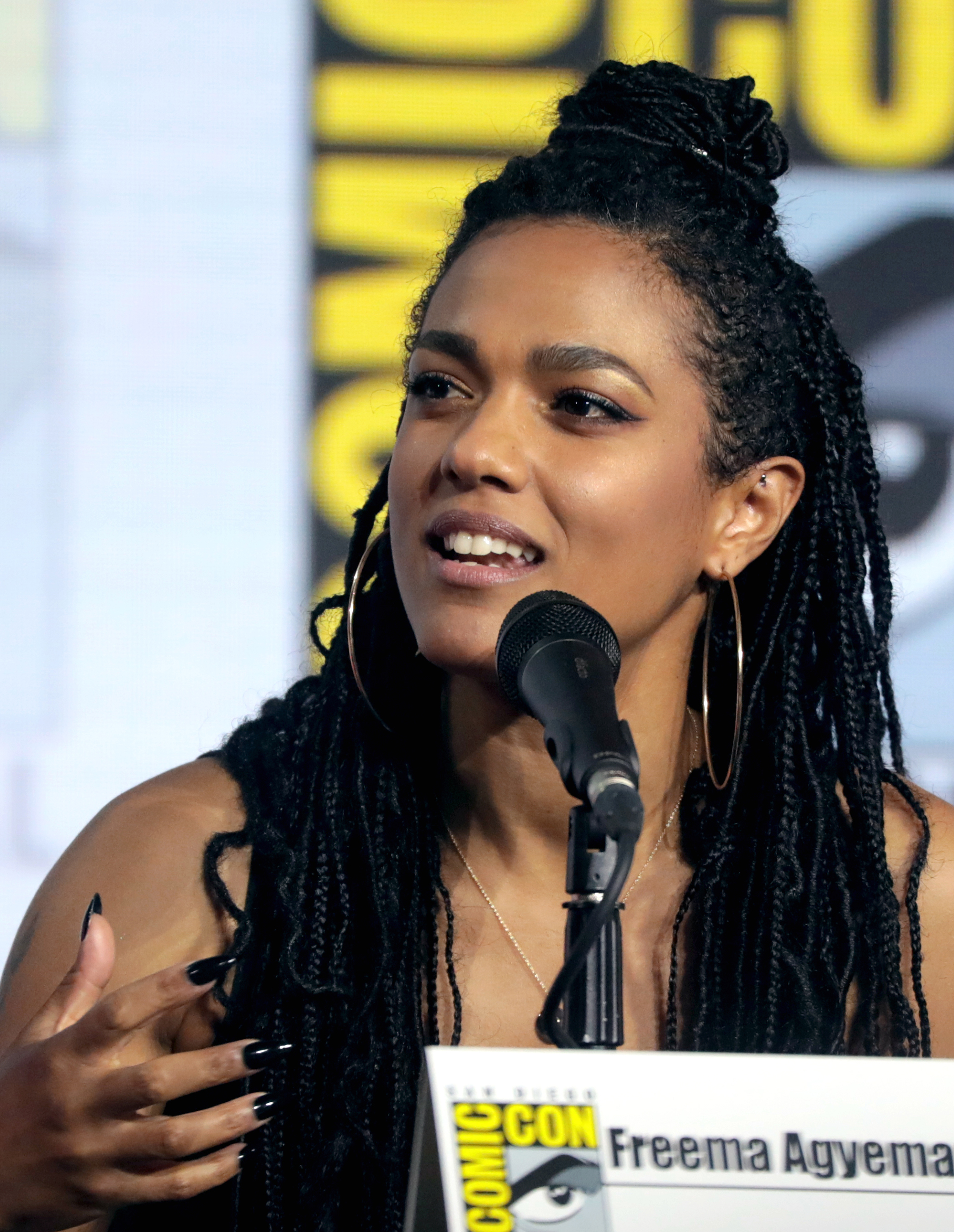
Freema Agyeman
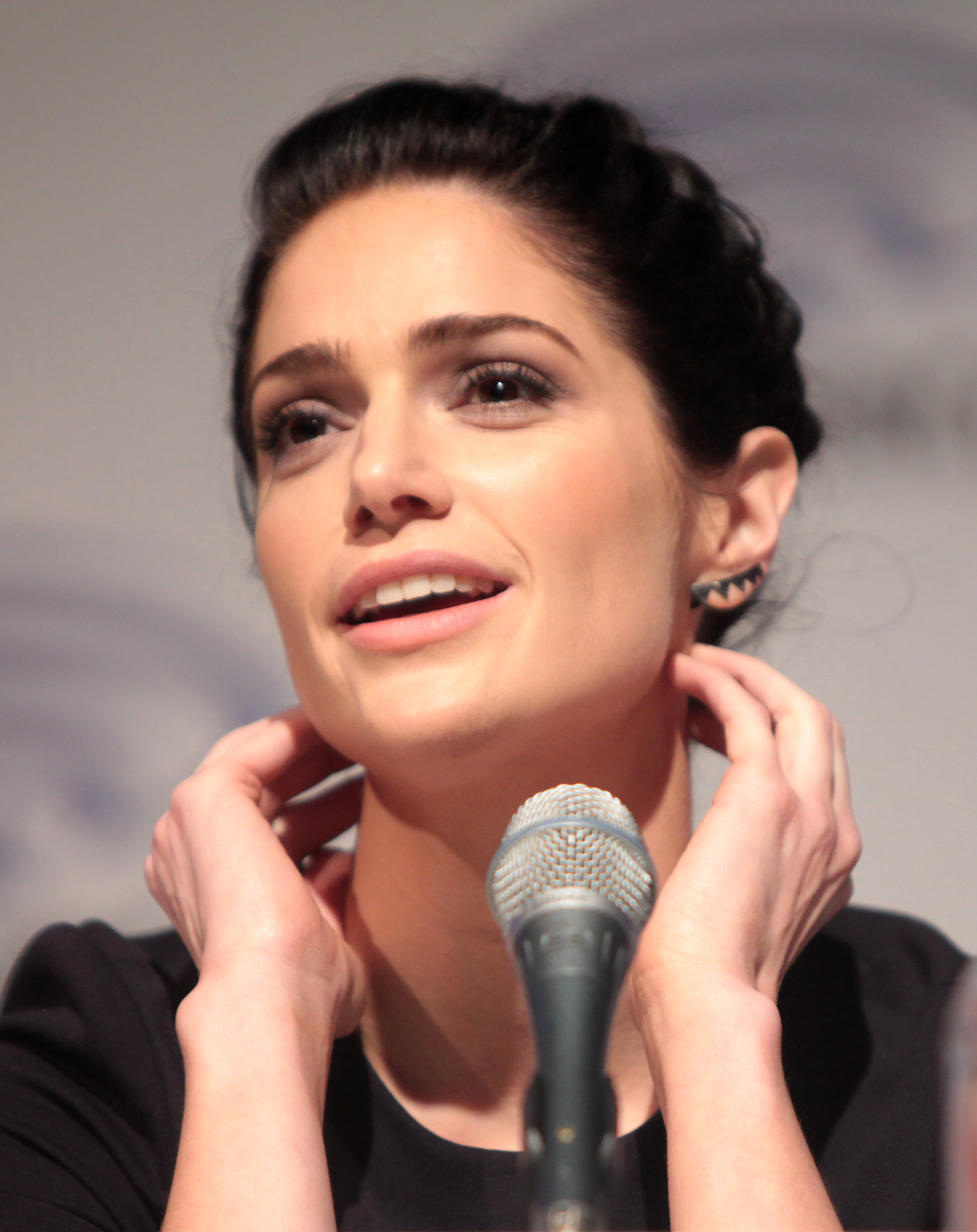
Janet Montgomery
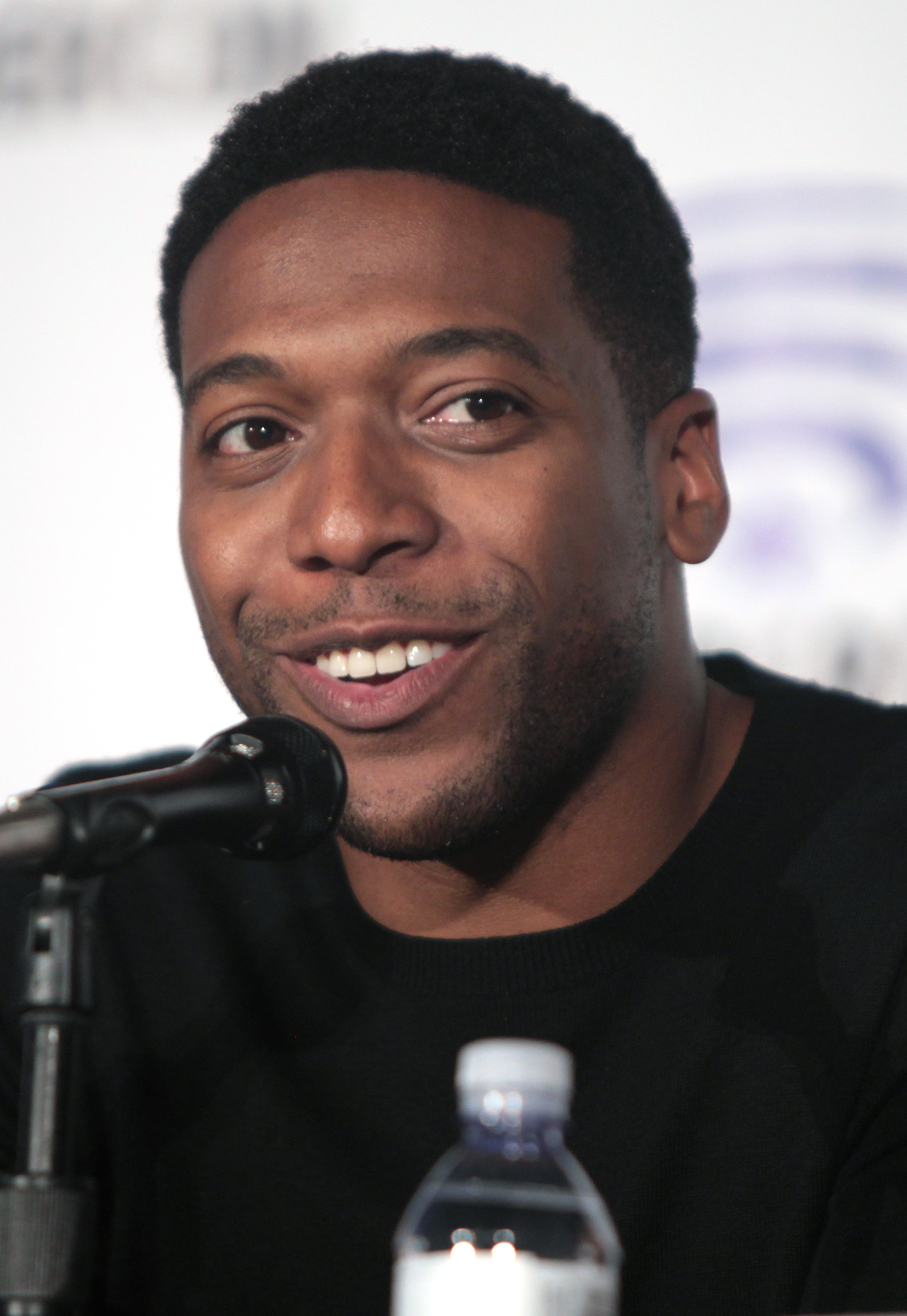
Jocko Sims
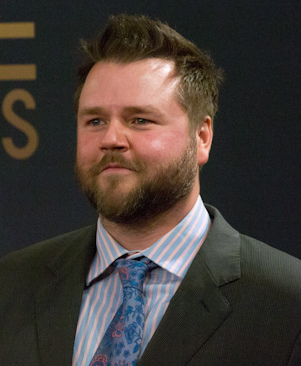
Tyler Labine
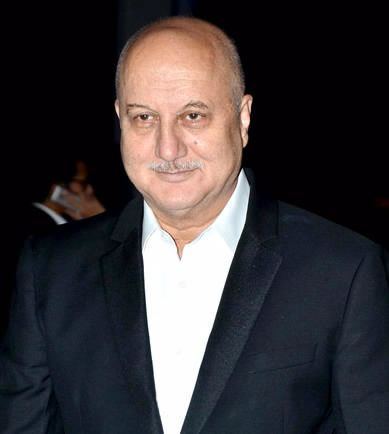
Anupam Kher

### Acteurs récurrents
- Alejandro Hernández (VF : Jonathan Amram) : Casey Acosta
- Debra Monk (VF : Josiane Pinson) : Karen Brantley
- Megan Byrne (VF : Patricia Spehar) : Gladys
- Christine Chang (VF : Geneviève Doang) : Dr Agnes Kao
- Em Grosland (VF : Céline Rotard) : Infirmier Brunstetter
- Matthew Jeffers : Mark Walsh
- Olivia Khoshatefeh : Yasmin Turan
- Stacey Raymond (VF : Charlotte Junière) : Whitaker
- Mike Doyle (VF : Yoann Sover) : Martin McIntyre
- Emma Ramos (VF : Lola Nedelian) : Infirmière Mariana
- Keren Lugo (VF : Amélia Ewu) : Dr Diana Flores
- Zabryna Guevara (VF : Marie Bouvier) : Dora
- Michael Basile (VF : Thibaut Lacour) : Moreland
- Liba Vaynberg (VF : Anne Broussard) : Infirmière April Kosloff
- Marinda Anderson (VF : Charlotte Daniel) : Dr Valerie Jessup
- Matthew Bellows (VF : Sylvain Agaësse) : Dr Clint Hartman
- Peter Romano (VF : Augustin Bonhomme) : Bradley
- Lizzy DeClement (VF : Léopoldine Serre) : Jemma
- Judith Ivey (VF : Véronique Augereau) : Dr Virginia Stauton
- Nathalie Carvalho (VF : Victoria Grosbois) : Blanca
- Katie Lee Hill (VF : Diane Dassigny) : Willow Yun
- Anna Suzuki (VF : Magali Rosenzweig) : Sandra Fall
- Christopher Cassarino : Dr Ed Nottingham
- Gina Gershon (VF : Danièle Douet) : Jeanie Bloom (saisons 2 à 5)
- Shiva Kalaiselvan : Dr Leyla Shinwari (saisons 3 à 5)
- Frances Turner : Lyn Malvo[9] (saisons 3 à 5)
- Nora & Opal Clow : Luna Goodwin (saisons 3 à 5)
- Conner Marx : Ben Meyer, interprète de la langue des signes qui travaille avec le Dr Wilder (saisons 4 et 5)
- Genevieve Angelson : Dr Mia Castries (saisons 4 et 5)

Anciens acteurs récurrents
Source et légende : Version française (VF) sur DSD Doublage

## Production

### Développement
Le projet de série de David Schulner proposé en septembre 2017 était initialement à propos de l'hôpital Bellevue à New York. Elle est produite par le Dr Eric Manheimer, MD, l'ancien directeur médical au Bellevue Hospital de New York, et auteur du mémoire Twelve Patients: Life and Death at Bellevue Hospital dont s'inspire la série. Un pilote a été commandé en janvier 2018.
Le 4 mai 2018, NBC commande la série sous son titre actuel et annonce treize jours plus tard lors des Upfronts qu'elle occupera la case du mardi soir à l'automne. Le 13 mai 2018, NBC a publié la première bande-annonce officielle de la série.
Le 10 octobre 2018, NBC commande neuf épisodes supplémentaires, portant la série à 22 épisodes.
Le 4 février 2019, la série est renouvelée pour une deuxième saison.
Le 11 janvier 2020, NBC renouvelle la série pour trois saisons supplémentaires.
En mars 2020, en raison de la pandémie de Covid-19, la production décide de ne pas diffuser le 18e épisode produit, Pandemic (ou Our Doors Are Always Open), ayant pour thème une pandémie. Le seul épisode ayant été terminé après celui-ci a servi de final à la deuxième saison. Considérant que l'épisode Pandemic introduit le nouveau rôle interprété par Daniel Dae Kim, la production a choisi l'option de diffuser toutes les scènes essentielles dans un montage d'environ 6 minutes, précédant la diffusion de l'épisode final en avril 2020, introduite par Ryan Eggold puis Daniel Dae Kim à partir de leurs domiciles respectifs. En mars 2021, la production confirme que l'épisode sur la pandémie ne sera pas diffusé, mais quelques scènes ont été recyclées dans le premier épisode de la troisième saison.
Le 14 mars 2022, il est annoncé que la cinquième saison sera la dernière, et sera composée de treize épisodes.

### Casting
L'attribution des rôles principaux débute le mois suivant avec, entre autres, Freema Agyeman et Anupam Kher (tous deux apparus dans Sense8), Janet Montgomery, Tyler Labine, Ryan Eggold et Jocko Sims.
En avril 2021, Anupam Kher confirme son départ de la série.
En août 2021, la production ajoute Michelle Forbes dans un rôle pivotant, Sandra Mae Frank dans le rôle d'une chirurgienne sourde ainsi que Chloe Freeman.

### Commercialisation
Le 22 juin 2018, une projection de la série a eu lieu lors de Seriesfest, un festival international de télévision annuel à Denver, Colorado. La projection a été suivie d'une séance de questions-réponses avec le chef de série Ryan Eggold et les producteurs exécutifs David Schulner et Peter Horton. Il a été modéré par Krista Smith, rédactrice en chef de Vanity Fair. Le 10 septembre 2018, la série a pris part aux 12e PaleyFest Fall Television Previews, qui comprenaient une projection en avant-première de la série.

### Fiche technique
- Titre original : New Amsterdam
- Titre québécois : Hôpital New Amsterdam
- Création : David Schulner
- Musique : Craig Wedren
- Production : Graham Norris, Eric Manheimer, David Declerque, Mark A. Baker
- Sociétés de production : Mount Moriah, Pico Creek Productions, Universal Television
- Sociétés de distribution (télévision) : NBC (États-Unis), Global (Canada), TF1 (France), RTS Un (Suisse), La Deux (Belgique)
- Pays d'origine : États-Unis
- Langue originale : anglais
- Format : couleur — 35 mm — 16:9 HD (RED Epic Dragon) — son stéréo (Dolby surround 5.1)
- Genre : Comédie dramatique
- Durée : 43 minutes environ
- Classification : Tout Public ou Déconseillé aux moins de 10 ans
- Dates de première diffusion :
  - États-Unis / Canada : 25 septembre 2018 sur ABC / Global
  - Suisse : 18 août 2019 sur RTS Un
  - Québec : 22 août 2019 sur Moi & Cie Télé
  - Belgique : 8 septembre 2019 sur La Deux
  - France : 27 novembre 2019 sur TF1

## Liste des épisodes
| Saisons | Saisons | Nombre d'épisodes | Diffusion originale sur NBC | Diffusion originale sur NBC |
| Saisons | Saisons | Nombre d'épisodes | Début de saison             | Fin de saison               |
| ------- | ------- | ----------------- | --------------------------- | --------------------------- |
|         | 1       | 22                | 25 septembre 2018           | 14 mai 2019                 |
|         | 2       | 18                | 24 septembre 2019           | 14 avril 2020               |
|         | 3       | 14                | 2 mars 2021                 | 8 juin 2021                 |
|         | 4       | 22                | 21 septembre 2021           | 24 mai 2022                 |
|         | 5       | 13                | 20 septembre 2022           | 17 janvier 2023             |

### Première saison (2018-2019)
1. Je peux vous aider ? (Pilot)
2. Rituel de protection (Rituals)
3. Vivre chaque seconde (Every Last Minute)
4. Vertiges (Boundaries)
5. Mauvais Karma (Cavitation)
6. Hibernatus (Anthropocene)
7. Le Chaînon manquant (Domino Effect)
8. Un risque à prendre (Three Dots)
9. Cœur à cœur (As Long As It Takes)
10. Histoire d’un amour (Six or Seven Minutes)
11. Le Quatrième Joueur (A Seat at the Table)
12. Clairvoyance (Anima Sola)
13. De l'inutile à l'indispensable (The Blues)
14. Les Solitaires (The Foresaken)
15. Sens de l'humour (Croaklahoma)
16. Dans le blizzard… (King of Swords)
17. …et dans le noir (Sanctuary)
18. Le Jugement de Salomon (Five Miles West)
19. Le Bruit et la fureur (Happy Place)
20. Des hommes en colère (Preventable)
21. Attachement (This is Not the End)
22. Luna (Luna)

### Deuxième saison (2019-2020)
Elle a été diffusée du 24 septembre 2019 au 14 avril 2020.
1. Retour à la vie (Your Turn)
2. Question de temps (The Big Picture)
3. Garde à vous ! (Replacement)
4. Dénominateur commun (The Denominator)
5. Le Jeu (The Karman Line)
6. Un coup de pouce (Righteous Right Hand)
7. Passé sous silence (Good Soldiers)
8. Comment te dire adieu (What the Heart Wants)
9. Case prison (The Island)
10. Alerte Épervier (Code Silver)
11. Derrière mon sourire (Hiding Behind My Smile)
12. 14 ans, 2 mois, 8 jours (14 Years, 2 Months, 8 Days)
13. Jusqu'à la fin (In the Graveyard)
14. Jeu de passe-passe (Sabbath)
15. Marchands mort (Double Blind)
16. Le Chat noir (Perspectives)
17. Bye bye Dr Reynolds (Liftoff)
18. Mauvais timing (Matter of Seconds)

### Troisième saison (2021)
Elle a été diffusée du 2 mars au 8 juin 2021.
Cette saison se situe au temps présent, un an après le début de la pandémie de Covid-19 pendant que la vaccination est en cours dans l'état de New York.
1. Le Monde d'après (The New Normal)
2. Renaissance (Essential Workers)
3. Cinq étoiles (Safe Enough)
4. Retrouver sa place (This is All I Need)
5. Opération séduction (Blood, Sweat & Tears)
6. La Fin des inégalités (Why Not Yesterday)
7. Le Mur de la honte (The Legend of Howie Cournemeyer)
8. Les Petits miracles (Catch)
9. À portée de clic (Disconnected)
10. Bienvenue à Lenapehoking (Radical)
11. Coup de chaud (Pressure Drop)
12. Douche froide (Things Fall Apart)
13. Se battre à tout prix (Fight Time)
14. La vie recommence (Death Begins in Radiology)

### Quatrième saison (2021-2022)
Elle est diffusée depuis le 21 septembre 2021 jusqu'au 24 mai 2022 sur NBC.
1. Dans le feu de l'action (More Joy)
2. Une tension au Max (We're in This Together)
3. Comme avant (Same as It Ever Was)
4. Guerre de territoire (Seed Money)
5. Remonter le temps (This Be the Verse)
6. Le jour du oui! (Laughter and Hope and a Sock in the Eye)
7. Toujours plus vite (Harmony)
8. Le prix à payer (Paid in Full)
9. Refuges (In a Strange Land)
10. Cadeaux de départ (Death is the Rule. Life is the Exception)
11. Vive la résistance ! (Talkin' Bout a Revolution)
12. Médecines alternatives (The Crossover)
13. Le Poids de la famille (Family)
14. Flagrant délit de soins (…Unto the Breach)
15. La Contrepartie (Two Doors)
16. Nuit de folie (All Night Long)
17. Des lendemains qui déchantent (Unfinished Business)
18. Un point c'est tout (No Ifs, Ands or Buts)
19. Un peu de magie (Truth Be Told)
20. L'espoir est essentiel (Rise)
21. Château de sable (Castles Made of Sand)
22. Quelque chose à prouver (I'll Be Your Shelter)

### Cinquième saison (2022-2023)
Cette cinquième et dernière saison de treize épisodes est diffusée entre le 20 septembre 2022 et le 17 janvier 2023.
1. Avec tout mon amour (TBD)
2. Un geste d'humanité (Hook, Line, and Sinker)
3. La mariée (Big Day)
4. Une journée pour soi (Heal Thyself)
5. La main à la pâte (Grabby Hands)
6. Un accident peut si vite arriver (Give Me a Sign)
7. Privées de leur droit (Maybe Tomorrow)
8. Le monde est un théâtre (All the World's a Stage…)
9. L'enquête de satisfaction (The Empty Spaces)
10. Le bon choix pour soi (Don't Do This for Me)
11. La grande évasion (Falling)
12. De bonnes décisions (Right Place)
13. On peut tous vous aider (How Can I Help)

## Autour de la série
C'est en 1997 qu'Éric Manheimer est devenu le directeur médical du Bellevue Hospital à New York. Toujours médecin à l'heure actuelle, il a tout de suite compris que de nombreux changements seraient nécessaires afin d'améliorer l'expérience des patients dans son établissement. En 2012, il publie le livre Twelve Patients: Life and Death at Bellevue Hospital qui a inspiré la série et dans lequel il décrit le parcours de douze patients dans son hôpital. Comme Max Goodwin dans la série, Eric Manheimer a lui aussi été victime d'un cancer.

## Diffusion et accueil

### Audiences

#### États-Unis
Lancée en septembre 2018 sur NBC, la série a connu un bon lancement avec 14,10 millions de curieux à J+7 avant de se maintenir à un bon niveau réunissant 11,06 millions de fidèles en moyenne à J+7 sur l'ensemble de la saison 1. Les quatre premiers épisodes de la saison 2 ont eux accusé une légère baisse mais restent à un haut niveau avec J+7 toujours 10,25 millions d'habitués. À noter que la série est particulièrement consommée en différé, les épisodes 16 et 17 de la saison 1 ayant même été plus regardés en replay qu'en première diffusion.

### Réception critique
La série a rencontré une réaction mitigée à négative de la part des critiques lors de sa première. Sur le site Web d'agrégation d'avis Rotten Tomatoes, la série détient un taux d'approbation de 31 % avec une note moyenne de 5,74 sur 10 sur la base de 29 avis. Le consensus critique du site Web se lit comme suit : « Surpeuplé, surmené et trop familier, New Amsterdam joue plus comme un cadavre exquis de programmes préexistants que comme une percée pour le genre - bien que cela puisse être suffisant pour les passionnés de théâtre médical. »
Metacritic, qui utilise une moyenne pondérée, a attribué à la série un score de 47 sur 100 sur la base de 14 critiques, indiquant des « critiques mitigées ou moyennes ».

## Série dérivée
En janvier 2020, le président de NBC Entertainment, Paul Telegdy a déclaré : « Il existe une série dérivée. Je peux imaginer un monde entier autour de New Amsterdam. » À cette époque, Nellie Andreeva de Deadline Hollywood a ajouté qu'aucune conversation ne se passait, mais les membres de la production étaient ouverts à la possibilité, en raison de la profondeur des personnages et des histoires de New Amsterdam, qui pourrait être explorée avec une série dérivée.